# 箕面市立箕面小学校
箕面市立箕面小学校（みのおしりつ みのおしょうがっこう）は、大阪府箕面市にある公立小学校。

## 沿革
- 1874年10月16日 - 第三大学区第四中学区第十六区第一小区第五番小学校として創立
- 1879年4月2日 - 西小路小学校に改称。
- 1893年5月 - 豊嶋郡箕面尋常小学校に改称。
- 1896年5月 - 郡の合併により、豊能郡箕面尋常小学校と称する。
- 1910年4月 - 高等科を併設。豊能郡箕面尋常高等小学校に改称。
- 1941年4月1日 - 豊能郡箕面国民学校に改称
- 1947年4月1日 - 学制改革により、箕面村立箕面小学校に改称。
- 1948年1月1日 - 箕面町の町制施行に伴い、箕面町立箕面小学校に改称。
- 1952年9月1日 - 低学年児童を収容する。
- 1956年12月1日 - 箕面市の市制施行に伴い、箕面市立箕面小学校に改称。

## 通学区域
- 箕面市 箕面6丁目（一部）、西小路1丁目（一部）、西小路2丁目・4丁目・5丁目、桜4丁目（一部）、桜5丁目（一部）、牧落1丁目・2丁目・5丁目、百楽荘。

卒業生は箕面市立第一中学校に進学する。

## 交通
- 阪急箕面線 牧落駅 北へすぐ。